# Нікітін Федір Михайлович
Нікітін Федір Михайлович (рос. Никитин Фёдор Михайлович, 1900—1988) — радянський актор театру і кіно. Заслужений артист РРФСР (1956). Народний артист РРФСР (1969). Двічі лауреат Сталінської премії першого ступеня (1950, 1951).

## Біографічні відомості
Народ. 3 травня 1900 р. в Лохвиці Полтавської губернії в дворянській сім'ї. Батько — генерал царської армії.
Навчався в Пажеському корпусі. З 1916 року працював в театрах Херсона та Одеси.
У 1918 році дебютував в кінематографі. Знявся в декількох німих фільмах.
У 1922 році закінчив Другу студію МХТ, у 1922—1928 рр. працював актором в Ярославлі, Ленінграді, Москві.
У 1928—1931 рр. керував кафедрою акторської майстерності ГІКа.
У 1931—1936 рр. — актор кіностудії «Ленфільм», потім — ленінградського Нового ТЮГу.
Учасник Німецько-радянської війни. У 1941—1943 рр. — командир кулеметного взводу Народного ополчення, актор і режисер агітвзвода Ленінградського Блокадного театру (згодом — Ленінградський Драматичний театр імені В. Ф. Коміссаржевської).
З 1948 року — актор кіностудії «Ленфільм».
Грав в українських фільмах: «Довга дорога в короткий день» (1972, Томас; реж. Т. Левчук, кіностудія ім. О. Довженка), «Хто за? Хто проти?» (1977, т/ф), «Спокута чужих гріхів» (1978, кардинал Танчера; реж. В. Підпалий, кіностудія ім. О. Довженка), «Серед сірого каміння» (1983, «професор»; реж. Кіра Муратова, Одеська кіностудія).
Помер 17 липня 1988 р. Похований в Москві на Ваганьковському кладовищі.
Долі та творчості актора присвячена глава № 80 телециклу передач Леоніда Філатова «Щоб пам'ятали…».

## Нагороди і премії
- 1950 — Сталінська премія першого ступеня: за виконання ролі професора Званцева у фільмі «Академік Іван Павлов» (1949).
- 1951 — Сталінська премія першого ступеня: за виконання ролі А. С. Даргомижського в фільмі «Мусоргський» (1950).
- Заслужений артист РРФСР (18 червня 1956)
- Народний артист РРФСР (29 вересня 1969)
- 1985 — Головний приз Всесоюзного кінофестивалю: за роль у фільмі «І життя, і сльози, і любов».

## Фільмографія
Режисер:
- «Нота на колесах» (1928, короткометражний)

Акторські кінороботи:
- «Тереза Ракен» (1918, розсильний)
- «Катька — паперовий ранет» (1926, Вадька Завражін, на прізвисько «Тілігент»)
- «Прикордонний пост № 17» (1926, полковник)
- «Будинок в заметах» (1927, музикант)
- «Паризький швець» (1927, Кирик, глухонімий)
- «Інженер Єлагін» (1928, Микола, Єлагін-син)
- «Мій син» (1928, злодій)
- «Уламок імперії» (1929, унтер-офіцер Філімонов)
- «Міста і роки» (1930, Артист)
- «Життя на повний хід» (1930, Муркін)
- «Свині завжди свині» (1931, Інспектор)
- «Для вас знайдеться робота» (1932, Отто)
- «Перший взвод» (1932, прапорщик Веліканов
- «Втікач» (1932, короткометражний, утікач)
- «Золоті вогні» (1934, Трохим Іванович)
- «Королівські матроси» (1934, матрос О'Брайан)
- «Пісня про щастя» («Таємниця Кавирлі») (1934, вчитель Григорій Миколайович Фасторскій)
- «Біліє парус одинокий» (1937, Василь Петрович Бачей)
- «Академік Іван Павлов» (1949, професор Званцев)
- «Велика сила» (1949, академік Рубльов Сергій Васильович)
- «Мусоргський» (1950, О. С. Даргомижський)
- «Римський-Корсаков» (1952, Великий князь Володимир Олександрович)
- «Герої Шипки» (1954, лорд Дербі)
- «Княжна Мері» (1955, князь Лиговськой)
- «Наречена» (1956, отець Андрій)
- «Дон Сезар де Базан» (1957, дон Хосе, спектакль)
- «Північна повість» (1960, доктор Траубе)
- «Бар'єр невідомості» (1961, лікар Ромашов)
- «Будні і свята» (1961, лісничий)
- «Черемушки» (1962, Семен Семенович Бабуров, батько Ліди)
- «Щур на підносі» (1963, батько)
- «Вулиця Ньютона, будинок 1» (1963, батько Лариси)
- «Іоланта» (1963, Рене)
- «До мене, Мухтаре!» (1964, ветеринарний лікар Трохим Гнатович Зирянов)
- «Перекличка» (1965, професор)
- «На одній планеті» (1965, Петро Оболенський, директор архіву)
- «Перший відвідувач» (1965, скарбник)
- «Серце матері» (1965, Неклюдов, прокурор)
- «Вірність матері» (1966, лікар (в титрах не вказаний)
- «Гіркі зерна» (1966, Бадя Іліє)
- «Рік як життя» (1966, Вальтер-Сократ)
- «Вони живуть поруч» (1967, професор; реж. Г. Рошаль)
- «Кам'яний гість» (1976, фільм-опера, перший гість (співає Анатолій Орфьонов)
- «Веселе чарівництво» (1969, Кащей Безсмертний)
- «Крах імперії» (1970, Мілюков)
- «Троє» (1970, Веремій)
- «Один з нас» (1970, Франц Редігер, німецький дипломат; реж. Г. Полока)
- «Руїни стріляють…» (1970—1972, Євген Володимирович Клумов)
- «Довга дорога в короткий день» (1972, Томас; реж. Т. Левчук, кіностудія ім. О. Довженка)
- «Карпухін» (1972, Соломатін, адвокат)
- «Відкрита книга» (1973, Павло Петрович Лебедєв)
- «Надія» (1973, Микола Ге, художник)
- «У те далеке літо…» (1974, Микола Михайлович, учитель)
- «Варіант „Омега“» (1975, барон фон Шлоссер, генерал-полковник, батько Георга)
- «Дні Турбіних» (1976, Максим; реж. В. Басов)
- «Сентиментальний роман» (1976, складач)
- «Солодка жінка» (1976, Шубкин, отец Ларика)
- «Собака на сіні» (1977, Оттавйо, мажордом Діани (роль озвучив Олександр Дем'яненко; реж. Ян Фрід)
- «Кільця Альманзора» (1977, Альманзор, чарівник)
- «Спокута чужих гріхів» (1978, кардинал Танчера; реж. В. Підпалий, кіностудія ім. О. Довженка)
- «Омелян Пугачов» (1978, камердинер)
- «Незнайомка» (1979, звіздар)
- «Дивовижні пригоди Дениса Корабльова» (1979, Сергій Петрович Колоколов («Кол»)
- «Амністія» (1980, Секержицький, зять потерпілого)
- «20 грудня» (1980, професор Борисов)
- «Таємничий старий» (1980, Федір Михайлович, художник-реставратор)
- «Державний кордон. Ми наш, ми новий...» (1980, священник)
- «Проданий сміх» (1981, вчитель)
- «Комендантська година» (1981, художник)
- «Наше покликання» (1981, Сергій Веніамінович Туманов (Сервентум) викладач математики; реж. Г. Полока)
- «Серед сірого каміння» (1983, «професор»; реж. Кіра Муратова, Одеська кіностудія)
- «І життя, і сльози, і любов» (1983, Павло Андрійович; реж. М. Губенко)
- «Я — вожатий форпосту» (1986, Сергій Веніамінович Туманов; реж. Г. Полока)
- «Під знаком Червоного Хреста» (1987, Березанцев) та ін.